# Тромбкі-Великі (гміна Тромбкі-Вельке)
Тромбкі-Великі (пол. Trąbki Wielkie, нім. Groß Trampken) — село в Польщі, у гміні Тромбки-Великі Ґданського повіту Поморського воєводства.
Населення — 1504 особи (2011).

## Демографія
Демографічна структура станом на 31 березня 2011 року:
|          | Загалом | Допрацездатний вік | Працездатний вік | Постпрацездатний вік |
| -------- | ------- | ------------------ | ---------------- | -------------------- |
| Чоловіки | 752     | 196                | 517              | 39                   |
| Жінки    | 752     | 177                | 483              | 92                   |
| Разом    | 1504    | 373                | 1000             | 131                  |